# Ястребиночка дернистая
Ястреби́ночка дерни́стая (лат. Pilosélla caespitósa) — вид растений семейства астровых.

## Описание
Это многолетнее растение с мелкими волокнистыми корнями и длинными корневищами.
Листья покрыты волосками с обеих сторон (в отличие от Hieracium floribundum, которые имеют волосы только на нижней стороне), имеют длину до 15 сантиметров.
Стебли щетинистые и обычно безлистные, хотя иногда рядом с серединой может появиться маленький лист. Стебли, листья и прицветники имеют густые, черноватые волоски и выделяют сок, когда ломаются.
Цветочные головки длиною в 1 сантиметр появляются в узких кластерах в верхней части. Все венчики лигулированные и ярко-желтые. Каждая отдельная головка цветка — соцветие, в котором каждый лепесток формирует собственное семя.
Семена блестящие и чёрные и опушенные, после созревания они рассеиваются по ветру.
H. caespitosum предпочитает хорошо дренированную почву: грубые текстуры, умеренно низкое содержание органических веществ и влажность. Его наличие может быть индикатором низкого плодородия почв или слабокислых почв.
H. caespitosum в прошлом использовали для лечения зрения. Плиний Старший записал сведение о том, как другие виды, особенно ястребы, употребляли Ястребинку в пищу, полагаю, что делают они это, чтобы улучшить зрение.